# Million Manhoef
Million Manhoef (Beemster, 3 januari 2002) is een Nederlands voetballer van Surinaamse afkomst. Manhoef verruilde in 2024 Vitesse voor Stoke City FC. Hij is een zoon van Melvin Manhoef.

## Carrière
Million Manhoef speelde in de jeugd van VPV Purmersteijn, AVV Zeeburgia, AFC en Vitesse. In 2020 schoof hij door naar het eerste elftal van Vitesse en tekende hij een contract tot medio 2023. Hij debuteerde voor Vitesse op 26 september 2020, in de met 2-1 verloren uitwedstrijd tegen AFC Ajax. Hij kwam in de 81e minuut in het veld voor Maximilian Wittek. In zijn eerste wedstrijd in de basisopstelling, de met 1-3 gewonnen uitwedstrijd tegen Willem II op 31 oktober 2020, leverde hij de assist op de 1-2 van Armando Broja. Zijn eerste doelpunt volgde op 17 december van dat jaar, in de bekerwedstrijd uit tegen Willem II. Binnen een halfuur opende hij de score. Na het seizoen 2022/23 werd hij door de supporters verkozen tot Vitesse-speler van het jaar.

## Clubstatistieken
| Seizoen        | Club           | Land           | Competitie       | Competitie | Competitie | Beker | Beker | Internationaal | Internationaal | Overig | Overig | Totaal | Totaal |
| Seizoen        | Club           | Land           | Competitie       | Wed.       | Dlp.       | Wed.  | Dlp.  | Wed.           | Dlp.           | Wed.   | Dlp.   | Wed.   | Dlp.   |
| -------------- | -------------- | -------------- | ---------------- | ---------- | ---------- | ----- | ----- | -------------- | -------------- | ------ | ------ | ------ | ------ |
| 2020/21        | Vitesse        | Nederland      | Eredivisie       | 11         | 0          | 2     | 1     | —              | —              | —      | —      | 13     | 1      |
| 2021/22        | Vitesse        | Nederland      | Eredivisie       | 15         | 2          | 1     | 0     | 4              | 0              | 4      | 1      | 24     | 3      |
| 2022/23        | Vitesse        | Nederland      | Eredivisie       | 33         | 9          | 1     | 0     | —              | —              | —      | —      | 34     | 9      |
| 2023/24        | Vitesse        | Nederland      | Eredivisie       | 18         | 4          | 3     | 0     | —              | —              | —      | —      | 21     | 4      |
| 2023/24        | Stoke City FC  | Engeland       | EFL Championship | 34         | 5          | 4     | 2     | 0              | 0              | 0      | 0      | 0      | 0      |
| Carrièretotaal | Carrièretotaal | Carrièretotaal | Carrièretotaal   | 111        | 20         | 11    | 3     | 4              | 0              | 4      | 1      | 92     | 17     |

Bijgewerkt t/m 6 juni 2025.